# Лавтарський Врх
'Лавтарський Врх (словен. Lavtarski Vrh) — поселення в общині Крань, Горенський регіон, Словенія. Висота над рівнем моря: 721,5 м.